# Patrik Žitný
Patrik Žitný, né le 21 janvier 1999 en Tchéquie, est un footballeur tchèque qui joue au poste de milieu de terrain au Mladá Boleslav.

## Biographie

### FK Teplice
Patrik Žitný est formé au FK Teplice, en Tchéquie. Il joue son premier match en professionnel le 17 février 2018, à l'occasion d'une rencontre de championnat contre le FK Jablonec. Il entre en jeu ce jour-là et son équipe s'incline sur le score de deux buts à un. Le 10 mars 2018, pour sa deuxième apparition seulement, il marque son premier but en pro face au FC Fastav Zlín, son équipe l'emportant 2 buts à 1. Lors de sa première saison il inscrit en tout quatre buts en dix rencontres dans le championnat tchèque. Des prestations qui amène plusieurs clubs tchèques et étrangers à s'intéresser à lui.
A la fin du mois d'avril 2021, Patrik Žitný se blesse gravement au genou, victime d'une déchirure du ligament croisé qui le tient éloigné des terrains pour plusieurs mois.

### FK Mladá Boleslav
Le 27 juillet 2022, Patrik Žitný rejoint le FK Mladá Boleslav. Il signe un contrat de trois ans, soit jusqu'en juin 2025.

### En sélection
Patrik Žitný joue son premier match avec l'équipe de Tchéquie espoirs le 22 mars 2019, à l'occasion d'un match amical contre l'Islande.